# Ivy Compton-Burnett
Dame Ivy Compton-Burnett DBE (* 5. Juni 1884 in Pinder, Middlesex; † 27. August 1969 in Kensington, London) war eine britische Schriftstellerin. Ihre wichtigsten Werke sind Men and Wives (1931), A Family and a Fortune (1939) und Parents and Children (1941).

## Leben
Compton-Burnett war eine Tochter des Mediziners James Compton-Burnett (1840–1901) und dessen zweiter Ehefrau Katharina Rees (1855–1911). Sie hatte noch elf Geschwister und Margery Blackie (1898–1981), eine Hausärztin von Königin Elizabeth II., war ihre Cousine.
1898 kam Compton-Burnett an das Addiscombie College in Hove (East Sussex) und blieb dort bis 1901 im Internat. Anschließend besuchte sie zwischen 1901 und 1902 das Howard College in Bedford (Bedfordshire). Danach studierte sie am Royal Holloway College (Universität London) und kehrte nach ihrem Abschluss wieder in ihr Elternhaus zurück.
Anlässlich eines Besuchs in London machte Compton-Burnett die Bekanntschaft der Publizistin Margaret Jourdain (1876–1951), die zu dieser Zeit mit der Schauspielerin Janette Ranken (1877–1970) zusammen wohnte. Als Ranken 1917 heiratete und die gemeinsame Wohnung verließ, kam Compton-Burnett nach London und übernahm ab 1918 Rankens Teil der Wohnung. Jourdain und Compton-Burnett wohnten bis Jourdains Tod zusammen.
Compton-Burnett starb 1969 in Kensington und ihre Urne kam auf den Putney Vale Cemetery (Wandsworth).

## Rezeption
Compton-Burnett ist eine Vertreterin der englischen Erzählliteratur der Moderne. Sie verfasste Romane, die vorwiegend aus stilisierten Dialogen bestehen. Thema sind meist Familienkonflikte.

## Ehrungen
- 1955 James Tait Black Memorial Prize für den Roman Mother and Son
- 1967 Nobilitierung zur Dame Commander des Order of the British Empire

## Werke
Romane
- Dolores. Blackwood, Edinburgh 1971 (EA London 1911)
- Pastors and Masters (= Modern voices). Hesperus, London 2009, ISBN 978-1-84391-453-2 (EA London 1925)
- Brothers and Sisters. Allison & Busby, London 1984, ISBN 0-85031-578-6 (EA London 1929)
- Men and Wives. London 1931.
  - Deutsch: Männer und Frauen. Klett-Cotta, Stuttgart 1997, ISBN 3-608-95491-0 (übersetzt von Walter Schürenberg).
- More Women Than Men. Allison & Busby, London 1983, ISBN 0-85031-484-4 (EA London 1933)
- A House and Its Head. Gollancz, London 1979, ISBN 0-575-01579-9 (EA London 1935); Ein Haus und seine Hüter, aus dem Englischen übersetzt von Gregor Hens; mit einem Vorwort von Hilary Mantel, Berlin : Die Andere Bibliothek, November 2024, ISBN 978-3-8477-0469-0
- Daughters and Sons. Allison & Busby, London 1984, ISBN 0-85031-569-7 (EA London 1937)
- A Family and a Fortune. London 1939.
  - Deutsch: Eine Familie und ein Vermögen. Kiepenheuer & Witsch, Köln 1966 (übersetzt von Wolfgang von Einsiedel)
- Parents and Children. London 1941.
  - Deutsch: Eltern und Kinder. Klett-Cotta, Stuttgart 1990, ISBN 978-3-608-95676-4 (übersetzt von Peter Marginter)
- Elders and Betters. London 1944.
  - Deutsch: Hoch und Heilig. Klett-Cotta, Stuttgart 1991, ISBN 3-608-95748-0 (übersetzt von Peter Marginter)
- Manservant and Maidservant. London 1947.[1]
  - Deutsch: Diener und Bediente. Klett-Cotta, Stuttgart 1988, ISBN 3-608-95406-6 (übersetzt von Peter Marginter)
- Two Worlds and Their Ways. Gollancz, London 1964 (EA London 1949)
- Darkness and Day. London 1951.
- The Present and the Past. London 1953.
- Mother and Son. London 1955.
- A Father and His Fate. London 1957.
- A Heritage and Its History. London 1959.
- The Mighty and Their Fall. London 1961.
- A God and His Gifts. London 1963.
  - Deutsch: Ein Gott und seine Gaben. Klett-Cotta, Stuttgart 1999, ISBN 3-608-95407-4 (übersetzt von Peter Marginter).
- The Last and the First. London 1971 (postum erschienen)

Werkausgabe
- The novels. Gollancz, London 1972 (20 Bände)